# Соледад (Венесуэла)
Соледад (исп. Soledad) — город на северо-востоке Венесуэлы, на территории штата Ансоатеги. Является административным центром муниципалитета Индепенденсия.

## Географическое положение
Соледад расположен в юго-восточной части штата, на левом берегу реки Ориноко, в пределах области битуминозных песков Ориноко, на расстоянии приблизительно 239 километров к юго-востоку от Барселоны, административного центра штата. На противоположном берегу Ориноко находится город Сьюдад-Боливар. Абсолютная высота — 5 метров над уровнем моря.

## Климат
Климат города характеризуется как тропический, с сухой зимой и дождливым летом (Aw в классификации климатов Кёппена). Среднегодовое количество атмосферных осадков — 930 мм. Наименьшее количество осадков выпадает в марте (10 мм), наибольшее количество — в июле (160 мм). Средняя годовая температура составляет 28 °C.

## Население
По данным Национального института статистики Венесуэлы, численность населения города в 2013 году составляла 27 620 человек.

## Транспорт
Вблизи города проходит национальная автомагистраль № 16 (исп. Troncal 16).